# Tetragnatha filiciphilia
Tetragnatha filiciphilia là một loài nhện trong họ Tetragnathidae.
Loài này thuộc chi Tetragnatha. Tetragnatha filiciphilia được miêu tả năm 1992 bởi Gillespie.